# Cândido Mendes de Almeida
Cândido Mendes de Almeida ComNSC (Brejo, 14 de outubro de 1818 – Rio de Janeiro, 1 de março de 1881) foi um advogado, jornalista e político brasileiro, tendo sido deputado geral em 5 legislaturas e senador do Império do Brasil de 1871 a 1881, pelo estado do Maranhão, condecorado comendador da Ordem de Nossa Senhora da Conceição de Vila Viçosa e da Ordem de São Gregório Magno e oficial da Ordem da Rosa.

## Biografia
A família Mendes de Almeida é originária de Portugal e, alguns de seus membros se estabeleceram no Rio de Janeiro, em São Paulo e no Maranhão, quando da tranferência da corte portuguesa para o Brasil, em 1808. Fernando Mendes de Almeida, o pai de Candido, era um capitão da esquadra português que se radicou  na cidade de Caxias, no Maranhão  em 1816 e casou-se com Esméria Alves de Sousa, marenhense natural da cidade de Brejo filha do capitão-mor Domingos Alves de Sousa e de Eusébia Alves de Sousa, uma senhora muita rica e de grande prestígio, pois sua opinião era ouvida em questões  municipais estaduais e nacionais. Candido teve 3 irmãos e um deles era João Mendes, ilustre jurista e professor na Faculdade de Direito de São Paulo.
Em 1839, aos 21 anos, Candido Mendes formou-se na Faculdade de Direito de Olinda, onde teve como contemporâneos figuras notáveis, como Augusto Teixeira de Freitas, na turma de 1837, e  Antônio Herculano de Sousa Bandeira, na turma de 1838.
Em 1874 defendeu, como advogado, no Supremo Tribunal de Justiça, o bispo Dom Vital, na chamada Questão Religiosa. Tratou do caso no Conselho de Estado e no Senado do Império, quando pronunciou importante discurso em que abordou a política do governo em relação à Igreja. O discurso, registrado nos anais do Senado, tem mais de cem páginas .
Foi jornalista e fundou, no Maranhão, dois jornais: O Brado de Caxias e O Observador.
Candido Mendes casou-se com Rosalina Ribeiro Campos, com quem teve dois filhos:  o  jornalista e senador Fernando Mendes de Almeida (1845 —  c. 1921) e o jurista e professor  Candido Mendes de Almeida Filho (1866 –  1939). Também são seus descendentes  o político e escritor Candido Mendes de Almeida Júnior (morto em  1962), o bispo  D. Luciano Mendes de Almeida (1930 — 2006), ex-presidente da CNBB, e o jurista  Candido Antônio José Francisco Mendes de Almeida (1928), reitor da Universidade Candido Mendes. O  cardiologista Domingos Martins Costa (1851 — 1891) era seu primo em segundo grau. Em Brejo, na cidade onde nasceu, existe um colegio do ensino médio chamado "Centro Ensino Cândido Mendes", em sua homenagem.

## Obras publicadas
Foi autor de várias obras nas áreas de Direito, História e política:
- As Eleições da Província do Maranhão em 1842 sob a Presidência do Dr. Venâncio José Lisboa (1843);
- Os Serviços relevantes de Manoel Telles da Silva Lobo, na Província do Maranhão (1851);
- A Carolina, ou, a definitiva fixação de limites entre as provincias do Maranhão e de Goyaz (1852);
- Atlas do Império do Brasil (1860)
- Memórias para a história do extincto estado do Maranhão (1860-74), dois volumes;
- S. Luiz e o Pontificado: Estudo Histórico (1869);
- Código Filipino (1870-78) (edição anotada das Ordenações Filipinas com erudita introdução de sua autoria sobre a história do Direito)
- Direito Civil Eclesiástico Brasileiro (reunião de toda legislação canônica ao longo da história do Brasil com introdução de mais de quatrocentas páginas com a história das relações entre o Estado e a Igreja no Brasil)
- Legislação e Jurisprudência no Brasil;
- Direito Mercantil Brasileiro (edição anotada do livro do visconde de Cairu com erudita introdução de mais de oitocentas páginas com a história do comércio marítimo no Brasil).

A seu respeito:
- O Senador Cândido Mendes (1981), de Antônio Carlos Villaça

## Homenagens
Na capital do Estado de São Paulo, no bairro Jardim Novo Carrão, existe a Rua Cândido Mendes de Almeida. Também na capital do Amapá, Macapá, a avenida mais antiga da cidade leva o nome do senador, localizada no Centro histórico.